# Spilobotys snelleni
Spilobotys snelleni là một loài bướm đêm trong họ Noctuidae.